# Olszewo (Mikołajki)
Olszewo (deutsch Olschewen, 1938 bis 1945 Erlenau) ist ein Dorf in der polnischen Woiwodschaft Ermland-Masuren. Es gehört zur Stadt- und Landgemeinde Mikołajki (deutsch Nikolaiken) im Powiat Mrągowski (Kreis Sensburg).

## Geographische Lage
Olszewo liegt in der östlichen Mitte der Woiwodschaft Ermland-Masuren nahe der Grenze zwischen vom Powiat Mrągowski zum Powiat Piski (Kreis Johannisburg), 25 Kilometer östlich der Kreisstadt Mrągowo (deutsch Sensburg).

## Geschichte
Das einst Zawadden, nach 1540 Ollschewen, nach 1818 Olszewen und bis 1938 Olschewen genannte Dorf wurde 1540 gegründet. 1874 wurde das Dorf in den neu errichteten Amtsbezirk Lucknainen (polnisch Łuknajno) eingegliedert, der zum Kreis Sensburg im Regierungsbezirk Gumbinnen (1905 bis 1945: Regierungsbezirk Allenstein) in der preußischen Provinz Ostpreußen gehörte. 
Aufgrund der Bestimmungen des Versailler Vertrags stimmte die Bevölkerung im Abstimmungsgebiet Allenstein, zu dem Olschewen gehörte, am 11. Juli 1920 über die weitere staatliche Zugehörigkeit zu Ostpreußen (und damit zu Deutschland) oder den Anschluss an Polen ab. In Olschewen stimmten 340 Einwohner für den Verbleib bei Ostpreußen, auf Polen entfielen keine Stimmen.
Am 24. August 1932 wurde der Amtsbezirk umbenannt, namensgebend wurde jetzt Olschewen. Nachdem am 3. Juni (amtlich bestätigt am 16. Juli) 1938 Olschewen aus politisch-ideologischen Gründen der Abwehr fremdländisch klingender Orte in „Erlenau“ umbenannt wurde, erhielt auch der Amtsbezirk Olschewen die geänderte Bezeichnung „Amtsbezirk Erlenau“.
In Kriegsfolge kam Erlenau 1945 mit dem gesamten südlichen Ostpreußen zu Polen und erhielt die polnische Namensform „Olszewo“. Heute ist das Dorf Sitz eines Schulzenamtes (polnisch Sołectwo) und ist als solches Teil der Stadt- und Landgemeinde Mikołajki (Nikolaiken) im Powiat Mrągowski (Kreis Sensburg), bis 1998 der Woiwodschaft Suwałki, seither der Woiwodschaft Ermland-Masuren zugehörig.

### Einwohnerzahlen
| Jahr | Anzahl |
| ---- | ------ |
| 1818 | 324    |
| 1839 | 379    |
| 1867 | 475    |
| 1885 | 541    |
| 1898 | 484    |
| 1905 | 442    |
| 1910 | 500    |
| 1933 | 605    |
| 1939 | 609    |
| 2011 | 377    |

### Amtsbezirk Olschewen/Erlenau (1932–1945)
Zum Amtsbezirk Olschewen bzw. Erlenau gehörten von 1932 bis 1945 die Orte:
| Name                              | Geänderter Name 1938 bis 1945 | Polnischer Name |
| --------------------------------- | ----------------------------- | --------------- |
| Buchenhagen (bis 1929: Grabowken) |                               | Grabówka        |
| Diebowen                          | Dommelhof                     | Dybowo          |
| Lucknainen                        |                               | Łuknajno        |
| Olschewen                         | Erlenau                       | Olszewo         |

## Kirche
Von den 442 Einwohnern Olschewens im Jahre 1905 waren 428 evangelischer und 14 katholischer Konfession. Olschewen resp. Erlenau war bis 1945 in die evangelische Kirche Schimonken in der Kirchenprovinz Ostpreußen der Kirche der Altpreußischen Union und außerdem in die katholische Kirche St. Adalbert in Sensburg im Bistum Ermland eingepfarrt. Heute gehört Olszewo zur evangelischen Pfarrei Mikołajki in der Diözese Masuren der Evangelisch-Augsburgischen Kirche in Polen sowie zur katholischen Pfarrei Woźnice im Bistum Ełk in der polnischen katholischen Kirche.

## Verkehr

### Straße
Olszewo liegt verkehrsgünstig an der bedeutenden polnischen West-Ost-Magistrale der Landesstraße 16 (ehemalige deutsche Reichsstraße 127), die drei Woiwodschaften miteinander verbindet und an die polnisch-litauische Staatsgrenze führt. Innerorts endet die von Wilkasy (Willkassen, 1938 bis 1945 Wolfsee) nahe Giżycko (Lötzen) kommende Woiwodschaftsstraße 643. Mit dem nördlichen und südlichen Umland ist Olszewo über Nebenstraßen verbunden.

### Schiene
Als am 2. Oktober 1911 der Teilabschnitt Sensburg–Arys der späteren Bahnstrecke Czerwonka–Ełk (Rothfließ–Lyck) eröffnet wurde, erhielt Olschewen eine Bahnstation. 1938 in „Erlenau (Ostpr.)“ und 1945 in „Olszewo“ umbenannt bestand der Haltepunkt bis 2009, als der Bahnverkehr auf der nicht mehr rentablen Strecke eingestellt wurde.